# Gabinete Goebbels
El Gabinete Goebbels fue nombrado por Adolf Hitler en su testamento político del 30 de abril de 1945. Para reemplazarse, Hitler nombró al Almirante Karl Dönitz como Reichspräsident y a Joseph Goebbels como Canciller del Reich. El gabinete duró apenas 2 días y fue sucedido el 2 de mayo de 1945 por el Gobierno de Flensburgo a causa del suicidio de Joseph Goebbels el 1 de mayo y de Martin Bormann al día siguiente.

## Composición
Reteniendo algunos miembros del anterior Gabinete Hitler, algunos miembros del gabinete de Goebbels continuarían en el Gobierno de Flensburgo, el gabinete estuvo compuesto por los siguientes ministros:
| Cargo                                                       | Titular                        | Periodo                                   | Partido                   |
| ----------------------------------------------------------- | ------------------------------ | ----------------------------------------- | ------------------------- |
| Reichspräsident                                             | Karl Dönitz                    | 30 de abril de 1945– 23 de mayo de 1945   | NSDAP (Miembro honorario) |
| Reichskanzler                                               | Joseph Goebbels                | 30 de abril de 1945 – 1 de mayo de 1945 † | NSDAP                     |
| Ministro del Partido                                        | Martin Bormann                 | 30 de abril de 1945 – 2 de mayo de 1945 † | NSDAP                     |
| Ministro de Relaciones Exteriores                           | Arthur Seyß-Inquart            | 30 de abril de 1945 – 2 de mayo de 1945   | NSDAP                     |
| Ministro del Interior                                       | Paul Giesler                   | 30 de abril de 1945 – 2 de mayo de 1945   | NSDAP                     |
| Ministro de Finanzas                                        | Lutz Graf Schwerin von Krosigk | 1 de junio de 1932 – 2 de mayo de 1945    | NSDAP                     |
| Ministro de Guerra                                          | Karl Dönitz                    | 30 de abril de 1945 – 23 de mayo de 1945  | NSDAP                     |
| Comandante Supremo del Ejército                             | Ferdinand Schörner             | 30 de abril de 1945 – 8 de mayo de 1945   | NSDAP                     |
| Comandante Supremo de la Fuerza Aérea                       | Robert Ritter von Greim        | 30 de abril de 1945 – 8 de mayo de 1945   | NSDAP                     |
| Comandante Supremo de la Marina                             | Karl Dönitz                    | 30 de abril de 1945 – 2 de mayo de 1945   | NSDAP                     |
| Comandante de las SS y la Policía                           | Karl Hanke                     | 30 de abril de 1945 – 8 de mayo de 1945 † | NSDAP                     |
| Ministro de Economía                                        | Walther Funk                   | 30 de abril de 1945 – 2 de mayo de 1945   | NSDAP                     |
| Ministro de Agricultura                                     | Herbert Backe                  | 23 de mayo de 1942 - 23 de mayo de 1945   | NSDAP                     |
| Ministro de Trabajo                                         | Theo Hupfauer                  | 30 de enero de 1933 – 30 de abril de 1945 | NSDAP                     |
| Ministro de Justicia                                        | Otto Georg Thierack            | 24 de agosto de 1942 – 23 de mayo de 1945 | NSDAP                     |
| Ministro de Educación y Cultura                             | Gustav Adolf Scheel            | 30 de abril de 1945 – 2 de mayo de 1945   | NSDAP                     |
| Ministro del Reich para la Ilustración Pública y Propaganda | Werner Naumann                 | 30 de abril de 1945 – 2 de mayo de 1945   | NSDAP                     |
| Ministro de Armamento y Guerra                              | Karl Saur                      | 30 de abril de 1945 – 23 de mayo de 1945  | NSDAP                     |
| Líder del Frente Alemán del Trabajo                         | Robert Ley                     | 30 de abril de 1945 – 2 de mayo de 1945   | NSDAP                     |